# 吉田真由子
吉田 真由子（よしだ まゆこ、1974年〈昭和49年〉1月10日 - ）は、日本のタレント、女優である。旧芸名は吉田 真由。東京都出身。元ホリ・エージェンシー所属。姉はタレント、料理研究家、女優の吉田真希子。

## 来歴・人物
1993年（平成5年）にテレビドラマ『高校教師』（TBS）でデビュー。デビュー当時の芸名は吉田 真由。
1994年（平成6年）10月から2016年（平成28年）3月までの21年6か月の長きにわたり、テレビ東京『開運!なんでも鑑定団』の2代目アシスタント司会を務めた。これは、日本のテレビ番組における女性アシスタント最長記録である。
29歳の時に自動車教習所に通って普通自動二輪、続いて大型自動二輪の免許を取得し、現在はハーレーダビッドソンのスポーツスター883に乗っている。
2009年（平成21年）8月、結婚したことを発表。

## 家族
実姉はタレントで5歳年上の吉田真希子。
真希子との姉妹共演では、サッカーをテーマにした深夜番組『デタカルチョ』（フジテレビ）で、1993年（平成5年）4月より同[9月まで2人で司会共演し、15年後の2008年（平成20年）、テレビの連続ドラマ『花衣夢衣』（東海テレビ）では双子のヒロイン役を務めた。また雑誌のグラビアにおいて「姉妹キス」を経験している。

## 出演

### テレビドラマ
- 高校教師（1993年・TBS）
- 陽のあたる場所（1994年・フジテレビ）
- 若者のすべて（1994年・フジテレビ）
- 不倫の法則（1995年・名古屋テレビ、エリアコードドラマ）
- いつかまた逢える（1995年・フジテレビ）
- TOKYO23区の女（1996年・フジテレビ）
- 花衣夢衣（2008年・東海テレビ）
- ウロボロス〜この愛こそ、正義。（2015年1月16日、TBS）

### テレビバラエティほか
- 銀BURA天国（1994年）
- 開運!なんでも鑑定団（1994年10月 - 2016年3月・テレビ東京）[1]
- アインシュタインの眼〜魅惑のスイーツ〜当代 人気パティシエ競演〜 （2009年1月  NHKデジタル衛星ハイビジョン、2009年2月　NHK総合）
- 道草〜クルマで気ままに（2009年9月、テレビ東京）旅人
- 有吉反省会（2016年1月30日、日本テレビ）

### ラジオ
- 高田文夫のラジオビバリー昼ズ（2016年2月22日、ニッポン放送）ゲスト

### 映画
- HAPPY PEOPLE（1997年）
- 催眠（1999年）

### CM
- セガサターン
- ホーユー

### ビデオ・DVD
- アイドル黄金伝説（2001年・ブロードウェイ）
- MOTHER〜最後の少女イブ〜（2001年・ブレイブワークスレーベル）
- Wild Exhaust〜The King Of American Motorcycle〜（2005年・アートポート）

## 作品

### 写真集
- Dear いつもそばにいる貴方へ。―吉田真希子・真由子・姉妹写真集（1994年、撮影・野村誠一、講談社）
- DEVILISH―吉田真由子写真集（1998年、撮影・野村誠一、スコラ）
- V 吉田真由子（1998年・スコラ）